# Kaya Okinori

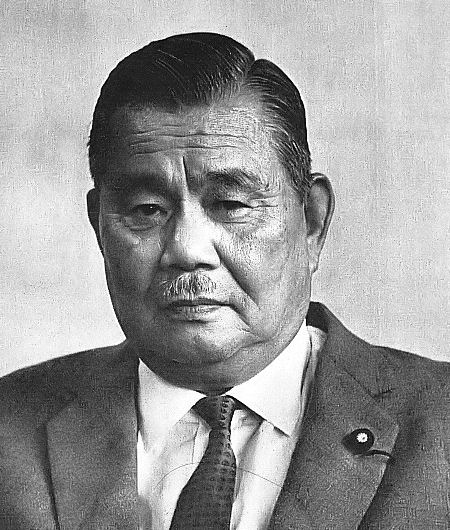
Kaya Okinori (1962)

Kaya Okinori (japanisch: 賀屋興宣; * 30. Januar 1889 in Hiroshima, Präfektur Hiroshima, Japanisches Kaiserreich; † 28. April 1977 in Tokio) war ein japanischer Politiker, der unter anderem zwischen 1937 und 1938 sowie erneut von 1941 bis 1944 Finanzminister war. Er wurde in den Tokioter Prozessen am 12. November 1948 wegen zahlreicher Kriegsverbrechen zu einer lebenslangen Haftstrafe verurteilt, aus der er 1955 entlassen wurde. Danach engagierte er sich in der Liberaldemokratischen Partei (LDP), in deren Parteivorstand er zwischen 1962 und 1963 Vorsitzender des Politikforschungsrates war. Im Anschluss fungierte er zwischen 1963 und 1964 als Justizminister.

## Leben

### Finanzminister und Oberhausmitglied
Kaya Okinori begann nach dem Schulbesuch ein Studium der Politik- und Rechtswissenschaften an der Kaiserlichen Universität Tokio und trat nach dessen Abschluss 1917 als Beamter in das Finanzministerium ein. 1927 gehörte er zur japanischen Delegation bei der Kommission zur Vorbereitung der Genfer Abrüstungskonferenz, die in den Jahren 1932 bis 1934 ergebnislos tagte. 1932 wurde er Leiter der Abteilung für Schatzangelegenheiten sowie 1934 Leiter der Abteilung Allgemeine Verwaltung des Finanzministeriums, ehe er 1936 Generaldirektor des Finanzministeriums wurde. Als Nachfolger von Kawagoe Takeo wurde er am 2. Februar 1937 zunächst Finanzsekretär des Finanzministeriums und damit Stellvertreter von Finanzminister Yūki Toyotarō. Er bekleidete dieses Amt bis zum 5. Juni 1937 und wurde daraufhin von Ishiwata Sōtarō abgelöst.
Kaya selbst hatte zuvor am 4. Juni 1937 im Kabinett Konoe I das Amt des Finanzministers übernommen und behielt dieses bis zum 26. Mai 1938, woraufhin Ikeda Shigeaki seine Nachfolge antrat. 1938 wurde er Mitglied des Kizokuin, des Oberhauses des Reichstages (Teikoku-gikai) sowie am 14. August 1939 Nachfolger von Akira Otani als Präsident der Nordchinesischen Entwicklungsgesellschaft (Kita shina kaihatsu). Er verblieb in dieser Funktion bis zum 18. Oktober 1941, ehe Koichi Tsushima am 7. November 1941 seine dortige Nachfolge antrat. Er wiederum übernahm am 18. Oktober 1941 im Kabinett Tōjō abermals das Amt des Finanzministers, das er nunmehr bis zu seiner erneuten Ablösung durch Ishiwata Sōtarō am 19. Februar 1944 innehatte. In diese Position beteiligte er sich an der Formulierung der Kriegspolitik Japans und an der finanziellen, wirtschaftlichen und industriellen Vorbereitung Japans auf die Durchführung dieser Aggressionspolitik.

### Verurteilung als Kriegsverbrecher und Justizminister

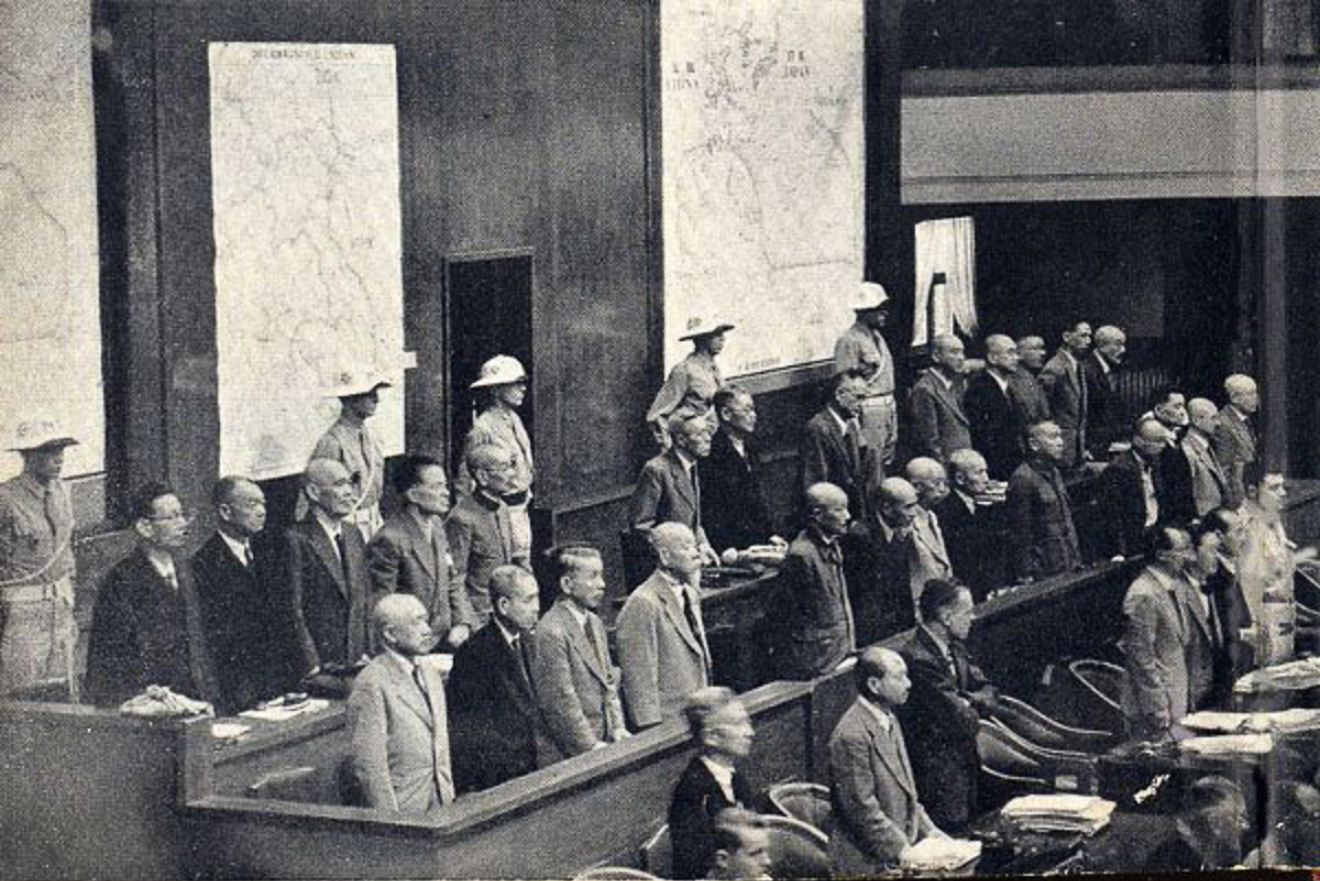
Die Angeklagten des Tokioter Prozesses wegen Kriegsverbrechen im Zweiten Weltkrieg

Nach der Kapitulation Japans wurde Kaya Okinori am 19. September 1945 verhaftet und gehörte als Kriegsverbrecher der Klasse A bei den Tokioter Prozessen zu den Hauptangeklagten wegen zahlreicher Kriegsverbrechen. Er wurde wegen Beteiligung als Führer, Organisator, Anstifter oder Komplize an der Planung oder Ausführung eines gemeinsamen Plans oder einer Verschwörung zum Führen von Angriffskriegen und eines Kriegs oder Kriegen, die internationales Recht verletzten, wegen des Führen eines unprovozierten Krieges gegen China, wegen des Führen eines Angriffskrieges gegen die Vereinigten Staaten, wegen des Führen eines Angriffskrieges gegen das Britische Commonwealth, des Führen eines Angriffskrieges gegen die Niederlande, und damit in fünf der zehn Anklagepunkte für schuldig gesprochen. Von den Anklagepunkten der Anordnung, Autorisierung und Erlaubnis zur unmenschlichen Behandlung von Kriegsgefangenen und anderen sowie der vorsätzlichen und rücksichtslose Vernachlässigung der Pflicht, angemessene Schritte zur Prävention von Gräueltaten einzuleiten, wurde er frei gesprochen. Am 12. November 1948 wurde er deswegen zu einer lebenslänglichen Freiheitsstrafe verurteilt. Am 17. September 1955 wurde er vorzeitig aus der Haft entlassen.
Im Anschluss begann Kaya sein politisches Engagement in der Liberaldemokratischen Partei (LDP) und wurde 1956 Mitglied der Industrieplanungskonferenz (Sankyo Keikai), einer einflussreichen Denkfabrik, die unter dem Vorsitz von Matsunaga Yasuemon das japanische Wirtschaftswunder (Kōdo keizai seichō) der 1950er Jahre plante. Bei der Wahl 1958 wurde er für die LDP erstmals zum Mitglied des Repräsentantenhauses (Shūgiin), des Unterhauses des neuen Parlaments (Kokkai), gewählt und gehörte diesem nach seinen Wiederwahlen 1960, 1963, 1967 und 1969 bis zu seinem Verzicht auf eine erneute Kandidatur bei der Wahl vom 10. Dezember 1972 an. Als Nachfolger von Tanaka Kakuei wurde er im Juli 1962 im Parteivorstand Vorsitzender des einflussreichen Politikforschungsrates. Diese Funktion bekleidete er ein Jahr lang bis Juli 1963, woraufhin Miki Takeo sein Nachfolger wurde. Zudem engagierte er sich von 1962 bis zu seinem Tode 1977 als Vorsitzender der Japanischen Hinterbliebenenvereinigung (Nippon Izokukai), eine Wohltätigkeitsorganisation für die Familienangehörigen von im Zweiten Weltkrieg gefallenen Soldaten.
Am 18. Juli 1963 übernahm Kaya Okinori nach der dritten Umbildung des zweiten Kabinett Ikeda von Nakagaki Kunio das Amt des Justizministers. Dieses Amt übernahm er auch nach der Bildung des Kabinett Ikeda III am 9. Dezember 1963 bis zur Umbildung des Kabinetts am 18. Juli 1963, woraufhin Takahashi Hitoshi sein Nachfolger wurde.